# Kawle Górne
Kawle [pronunciación en polaco: /ˈkavlɛ ˈɡurnɛ/] (en casubio: Górné Kawle) es un pueblo ubicado en el distrito administrativo de Gmina Przodkowo, dentro del condado de Kartuzy, Voivodato de Pomerania, en el norte de Polonia. Se encuentra a unos 3 kilómetros al noroeste de Przodkowo, a 9 kilómetros al noreste de Kartuzy, y a 24 kilómetros al oeste de la capital regional Gdańsk.
El pueblo tiene una población de 130 habitantes.